# Why Girls Leave Home (film 1913)
Why Girls Leave Home è un cortometraggio muto del 1913 diretto da C. Jay Williams. Di genere comico, fu prodotto dalla Edison Company. Aveva come interpreti Dan Mason, Bessie Learn, Edward Boulden, Alice Washburn, Gladys Hulette, Mabel Trunnelle, William Wadsworth, Herbert Prior.

## Trama
Quando si annuncia che in città verrà dato un lavoro teatrale dal titolo Why Girls Leave Home ("Perché le ragazze se ne vanno da casa"), il pastore del posto si allarma e prepara un sermone contro quella commedia dal titolo così pericoloso. Per rendere il sermone ancora più efficace, decide di andarla a vedere e, la sera dello spettacolo, esce in segreto da casa. La stessa idea l'hanno avuta sua figlia, la stenografa e la cuoca che si recano a teatro accompagnate dai rispettivi compagni. Il simultaneo ritorno a casa di queste sette persone crea una situazione piuttosto imbarazzante che culmina con l'arrivo di un usciere che porta il cappotto dimenticato a teatro dal pastore.

## Produzione
Il film fu prodotto dalla Edison Company.

### Cast
- Philip Tannura (1897–1973) - Cominciò a recitare da ragazzo, ma apparve solo in una decina di film. Appena ventenne, passò dietro alla macchina da presa, diventando un apprezzato direttore della fotografia che finì la sua carriera negli anni sessanta, lavorando per la televisione. Firmò anche qualche regia.

## Distribuzione
Distribuito dalla General Film Company, il film - un cortometraggio due bobine - uscì nelle sale cinematografiche statunitensi il 3 ottobre 1913.